# Amphisbaena acrobeles
Amphisbaena acrobeles là một loài bò sát trong họ Amphisbaenidae. Loài này được Ribeiro, Castro-Mello & Nogueira mô tả khoa học đầu tiên năm 2009.